# Franz von Hoeßlin

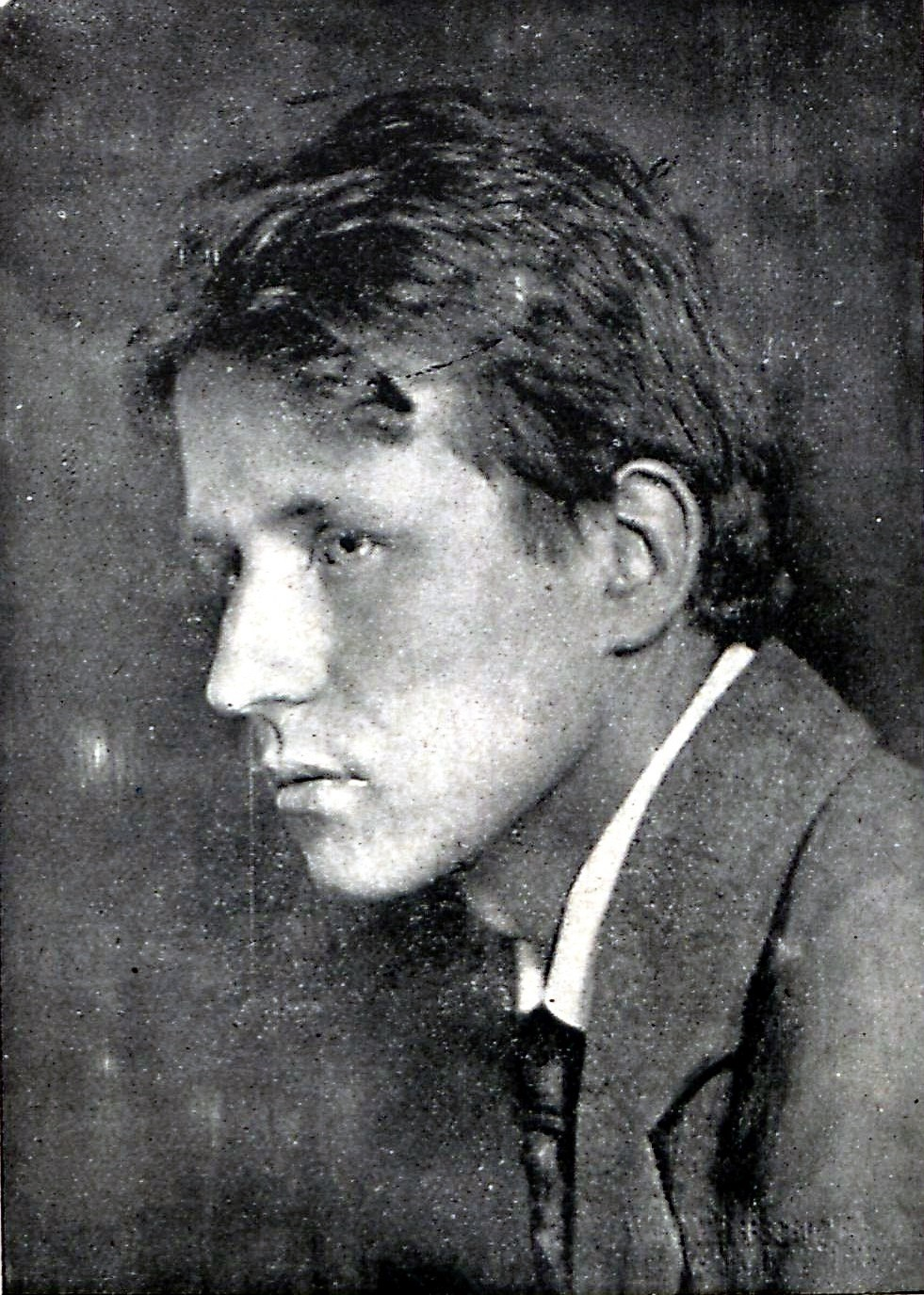
Franz von Hoeßlin (1919)

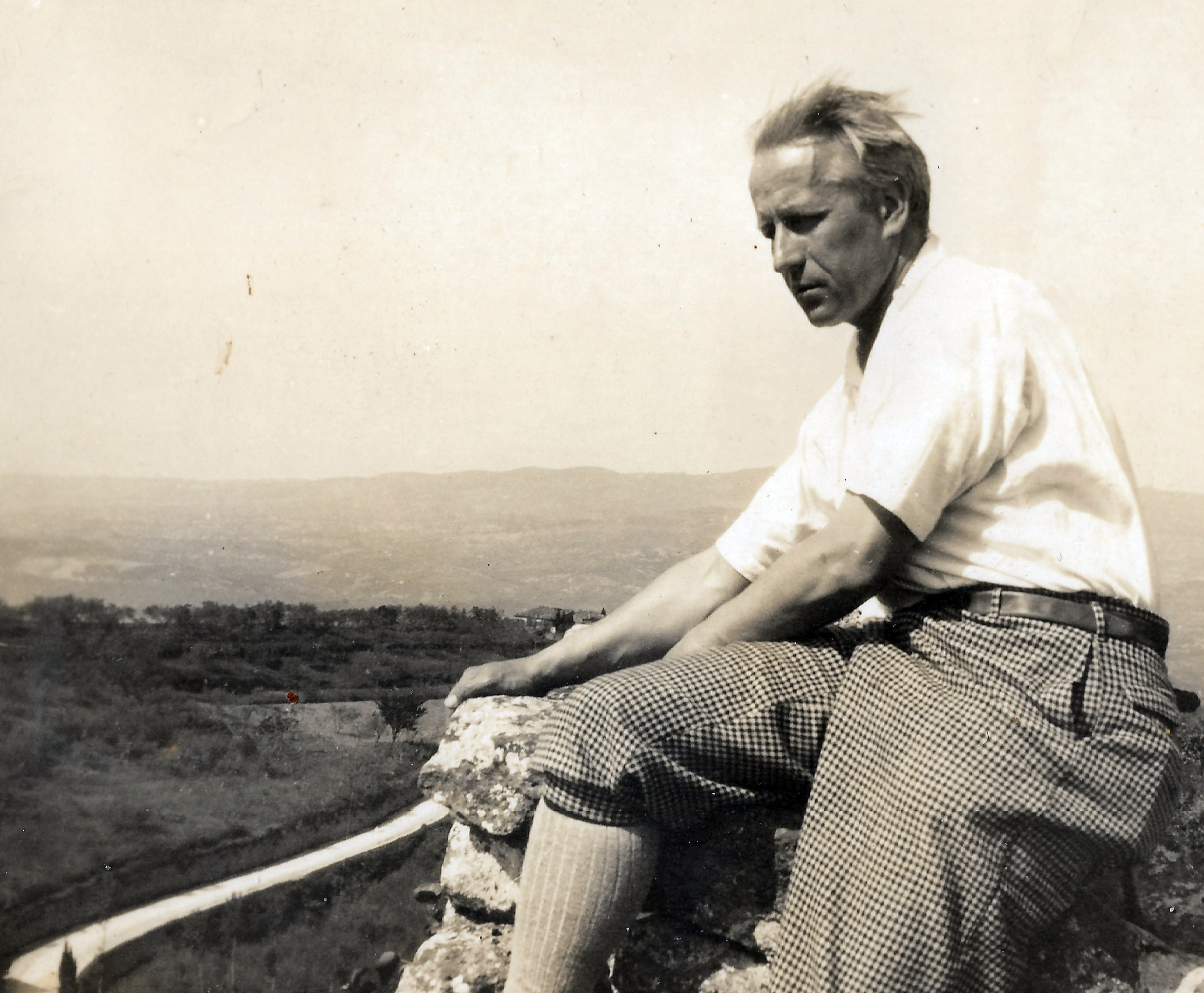
Franz von Hoesslin in Volterra, Italy, June 1930

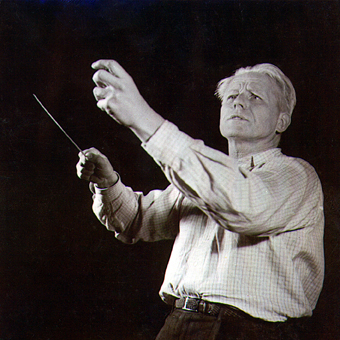
Franz von Hoeßlin

Franz Johannes Balthasar von Hoeßlin, auch Franz von Hoesslin (* 31. Dezember 1885 in München; † 25. September 1946 bei Sète) war ein deutscher Dirigent und Komponist.

## Leben

### Herkunft
Franz von Hoeßlin war das zweite Kind des Dr. med. Gustav von Hößlin und Maria Magdalena Auguste Rüdinger. Er entstammte der Adelsfamilie von Hößlin.

### Laufbahn
Nach dem Abitur am humanistischen Königlichen Theresien-Gymnasium München (1904) studierte Franz von Hoeßlin in München Musik. Von 1903 bis 1907 studierte er bei Max Reger Komposition, bei Felix Mottl Dirigieren, Walter Braunfels Klavier und Felix Berber Violine.
Von 1907 bis 1911 war v. Hoeßlin Theaterkapellmeister in Danzig und St. Gallen. 1911/12 weilte er studienhalber in der Bildungsanstalt von Jaques-Dalcroze in Hellerau. Von 1911 bis zum Ersten Weltkrieg, an dessen Ende er den Rang eines Offiziers haben sollte, war er in Riga Dirigent des Rigaischen Symphonieorchesters.
Nachdem er im Juni 1919 anlässlich des „Modernen Musikfestes“ großen Erfolg hatte, begann er im Oktober des Jahres als Dirigent der Konzerte des zu der Gesellschaft zur Beförderung gemeinnütziger Tätigkeit gehörenden Orchesters des „Vereins der Musikfreunde“ in Lübeck.
Danach setzte er seine Laufbahn bei den Bayreuther Festspielen als Interpret der Ring-Tetralogie, 1927, 1928, 1940 fort. In den Jahren 1934, 1938 und 1939 dirigierte er dort den Parsifal. Im Übrigen leitete er Konzert- und Opernaufführungen in nahezu allen Musikzentren Deutschlands, war mehrmals Gast der Berliner Staatsoper und der Berliner Philharmoniker.
Seit 1923 war er Orchesterleiter des Theaters in der Hochfürstlichen Reitbahn in Dessau. Von 1926 bis 1932 wirkte er als Generalmusikdirektor der Stadt Wuppertal. 1932 wechselte er nach Breslau, wo er auch am Konservatorium lehrte. Zu seinen Schülern zählten u. a. Günter Wand, Franz Pabel und Heinz Schubert.
Als v. Hoeßlin im Juni 1936 sein Orchester bei einem Staatsakt das Horst-Wessel-Lied ohne seine Mitwirkung spielen ließ, wurde ihm fristlos gekündigt. Mit der Kündigung wurde er aufgefordert Breslau binnen 28 Tagen zu verlassen. Als Abschiedskonzert führte er vor ausverkauftem Hause am 26. Juni 1936 Beethovens Neunte Symphonie auf.
Franz von Hoeßlin verpasste im Jahre 1946 das Linienflugzeug von Barcelona nach Genf, wo er am Abend „Così fan tutte“ dirigieren sollte. So nahm er eine Privatmaschine, diese stürzte bei Sète ins Meer ab. Franz und seine Frau Erna sind dabei zu Tode gekommen.

### Familie
Hoeßlins zweite Frau, die jüdische Altistin Erna Liebenthal, wurde nach 1933 zunächst an der Ausübung ihres Berufs gehindert, das Ehepaar geriet unter zunehmenden Druck der nationalsozialistischen Kulturpolitiker.
Während seines Abschiedskonzertes in Breslau „wurden dem Dirigenten immer wieder langandauernde Ovationen dargebracht. Als das Konzert beendet war, wurde die Beleuchtung außer der Notbeleuchtung ausgeschaltet, um das Publikum zum rascheren Verlassen des Saales zu veranlassen. Aber … Hesslin [sic] wurde immer wieder herausgerufen …: ‚Hesslin wiederkommen.‘ Im gleichen Hause wurde die Sitzung einer Parteikörperschaft abgehalten. Die Teilnehmer gingen, angelockt von dem Lärm im Konzertsaal, auf die Galerie, um nachzusehen. Dabei rief einer dieser Nazis: ‚Judenketzer‘. Nun setzte ein nicht zu beschreibender Tumult ein. ‚Pfui‘, ‚Raus‘, ‚Unflätiger Lümmel‘ usw. wurde gerufen. … Hesslin … fragte, was denn los sei. Es wurde ihm erwidert, er möge zur Kenntnis nehmen, daß man ihn nicht beleidigen lasse. Hesslin hielt eine kurze Ansprache, … alle sollten als Freunde auseinandergehen, und erst recht wieder Freunde werden. Das Publikum hielt noch lange im Saale aus, dann wurde Hesslin durch die Stadt zum Hotel Monopol getragen. Vor dem Hotel wiederholten sich nochmals die Ovationen und die Rufe: ‚Hesslin wiederkommen.‘ … Sein Auto mußte leer hinterherfahren.“ Noch in derselben Nacht brachte Hoeßlin seine Frau nach Florenz.
Ein Versuch v. Hoeßlins, ihr über einen „Befreiungsantrag“ die Rückkehr zu ermöglichen, scheiterte 1939. Erna von Hoeßlin blieb bis zum Ende des Zweiten Weltkriegs in Italien und überlebte als einzige der drei Geschwister ihrer Familie den nationalsozialistischen Massenmord.
Hoeßlin selbst wurde durch die ihm befreundete Winifred Wagner gestützt, die ihn zu mehreren Dirigaten bei den Bayreuther Festspielen einlud. Außerdem konnte er zunächst im europäischen Ausland gastieren, so in Amsterdam, London, Stockholm und im Haag. Die französische Musikzeitschrift Le Courier Musical würdigte seine Leistungen mit den Worten „einer der größten Meister des Taktstockes, vielleicht der größte Lebende neben Toscanini“.

## Werk
Franz von Hoeßlin förderte nicht nur als Interpret die damalige zeitgenössische Musik, sondern komponierte auch selbst. Er schuf Kammermusik und Orchesterwerke sowie verschiedene Liederzyklen, von denen der jüngste Sonette einer Griechin nach Texten von Eckart Peterich, im November 1942 in Köln uraufgeführt wurde. In ihrer stimmig reich gegliederten Satzkunst und ihrer Absage an das Illustrative vertreten Hoeßlins Werke das Prinzip einer neuen und ursprünglichen Innerlichkeit.